# Travis Tedford
Travis Tedford (Rockwall, 19 agosto 1988) è un attore statunitense.
Attore bambino negli anni 90, è stato lanciato dal film Piccole canaglie.

## Filmografia

### Cinema
- Piccole canaglie (The Little Rascals), regia di Penelope Spheeris (1994)
- Slappy - Occhio alla pinna (Slappy and the Stinkers), regia di Barnet Kellman (1998)
- Jarod il camaleonte (The Pretender), regia di Steven Long Mitchell e Craig W. Van Sickle (1998)
- Il tredicesimo piano (The Thirteenth Floor), regia di Josef Rusnak (1999)
- A Christmas Tree and a Wedding, regia di Will Wallace (2000)
- One Night, Stan, regia di Rik Krulish (2001)
- The Final, regia di Joey Stewart (2010)

### Televisione
- Un genio in famiglia (Smart Guy) – serie TV, episodio 3x06 (1998)
- Profiler - intuizioni mortali (Profiler) – serie TV, episodio 3x04 (1998)
- The Amanda Show – serie TV, episodio 2x06-2x39(2000)
- Edgar MaCobb Presents, regista sconosciuto – film TV (2000)
- State of Grace – serie TV, episodio 1x09 (2001)
- All That – serie TV, un episodio (2009)

### Doppiaggio
- Ricreazione (Recess) – serie TV, 3 episodi (2000)